# Menzonio
Menzonio est une ancienne commune et une localité du canton du Tessin, en Suisse.